# Odumírání vrcholků topolu
Odumírání vrcholků topolu je choroba napadající především topoly, je způsobovaná především houbou Venturia tremulae ale i jinými druhy rodu Venturia a také rodu Pollacia Nejnáchylnější jsou mladé rostliny. Napadení je obvyklé brzy na jaře za vlhkého počasí.

## Hostitel
Rod topol
- topol osika Populus tremula
- topol bílý Populus alba a jeho kultivarech
- topol osikovitý Populus tremuloides
- topol hrubozubý Populus grandidentata
- Populus sieboldi

## Symptomy
Houba infikuje již rašící listy a nově rostoucí letorosty. Pollaccia způsobuje nepravidelné, tmavě ohraničené skvrny, zvlášť podél žilnatiny. Při silnějším rozvoji choroby listí odumírá a opadává, vrchol letorostu krní a kroutí se.
Vrcholky stromů zasychají a černají, listy černají nebo se na nich vyskytují nepravidelné černé skvrny a visí svisle dolů. Symptomy napadení jsou znatelné brzy na jaře. Na listech je zřetelný šedozelený povlak houby rodu Pollacia. Vrcholky při typickém napadení připomínají pastýřskou hůl.
Příznaky lze zaměnit za poškození mrazem, ovšem choroba napadá především topoly, mráz poškozuje všechny rostliny. Marssonina tremulae a Septoria populi jsou další houby, které mohou být příčinou vzniku skvrn v listech topolu, někdy i současně, a mohou být zaměněny s napadením, které způsobuje Pollacia radiosa.

## Vývojový cyklus
Houba přezimuje hlavně na listech infikovaných v předchozím roce. Spóry napadají hostitele na začátku sezóny a infikují mladé rozvíjející se listy a výhonky. Jak roční období postupuje, neinfikovaná tkáň se stává odolnější k nákaze.

## Význam
Nevýznamné poškození.

## Ochrana rostlin

### Prevence
Prořezávání a zničení infikovaných listů a výhonků. Použití odolných klonů. Kříženci osiky jsou méně náchylní k napadení, než kříženci topolu bílého.

### Ochrana při výskytu
Není nutná, na jaře lze preventivně ošetřit dřeviny fungicidem. V některých evropských zemích je ošetření fungicidem proti této chorobě zakázáno.